# ديفيد بلير
ديفيد بلير (بالإنجليزية: David Blair)‏ هو فيزيائي أسترالي، ولد في 1946.